# مسبحة الطمث

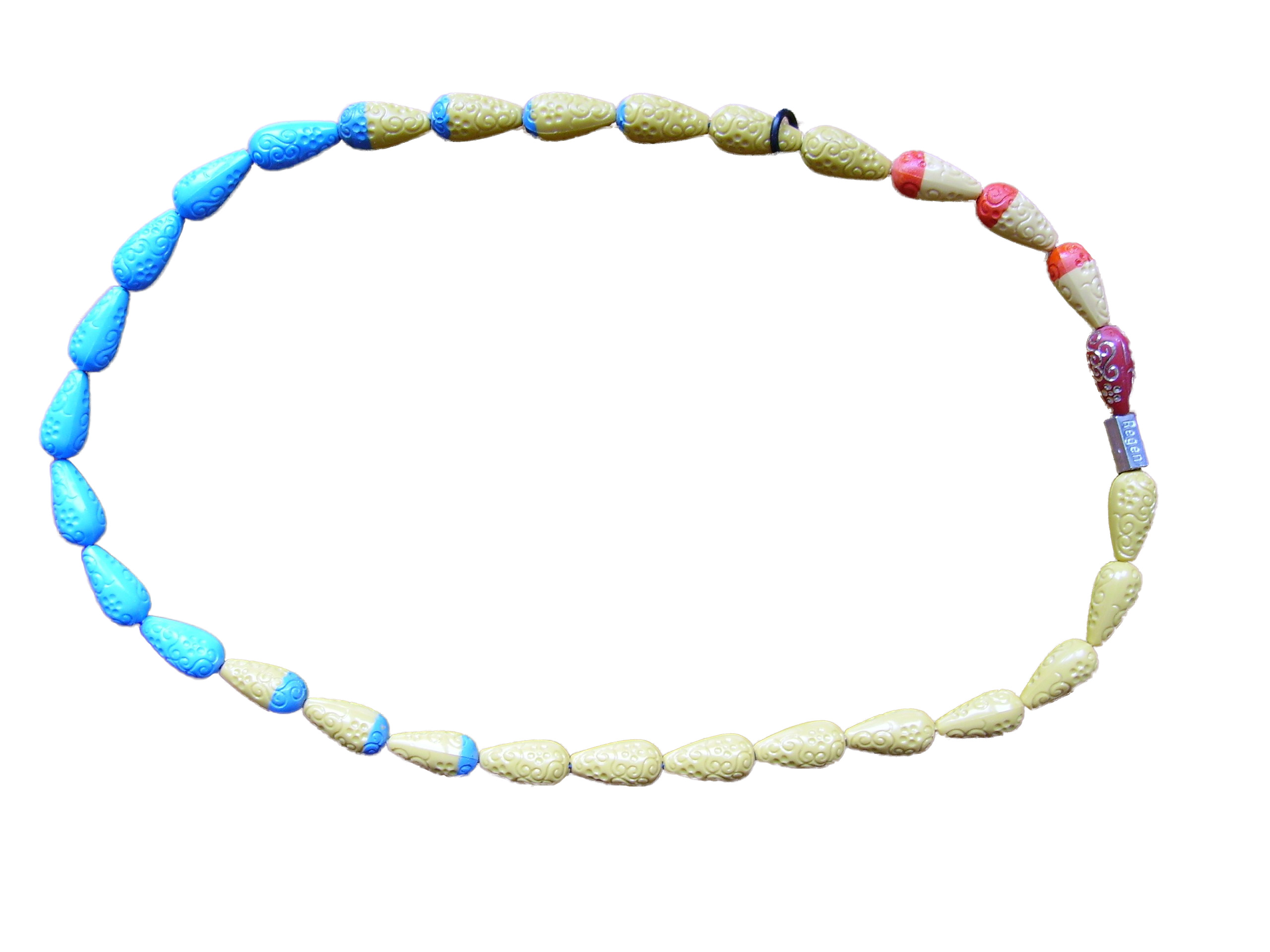
مسبحة الطمث، وهي وسيلة تساعد النساء على استخدام وسائل منع الحمل باعتماد التقويم، وهي طريقة تنظيم للأسرة قائمة على الوعي بالخصوبة

مسبحة الطمث هو أداة تم تطويرها من قبل معهد للصحة الإنجابية في جامعة جورجتاون. يساعد هذا الجهاز النساء على استخدام وسائل منع الحمل باعتماد التقويم، وهي طريقة تنظيم للأسرة قائمة على الوعي بالخصوبة.
يستند أسلوب الأيام القياسية على حقيقة أن هناك فترة خصبة خلال دورة الطمث للمرأة التي تبدأ قبل عدة أيام من الإباضة وتنتهي بعد بضع ساعات بعد الإباضة. يمكن للمرأة خلال هذا الوقت أن تصبح حاملاً. تحدد طريقة الأيام القياسية الأيام 8-19 من دورة للنساء ذوات دورات الطمث الطبيعية و26 - 32 يومًا لدورات الطمث طويلة، كأيام للخصوبة المحتملة. تستند هذه الصيغة على تحليل الكمبيوتر ل7500 دورة طمث آخذًا في الاعتبار طول الدورة، وتوقيت الإباضة، وتغير توقيت الإباضة من دورة إلى أخرى، وكذلك عمر الحيوانات المنوية والبويضة. ولمنع الحمل باستخدام طريقة الأيام القياسية، يتجنب المستخدمون ممارسة الجنس دون الوقاية باستخدام الواقي الذكري أو الامتناع عن الجنس خلال 8-19 يومًا من الدورة.

## كيفية الاستخدام
مسبحة الطمث هي سلسلة مرمزة من الخرز تمثل أيام دورة الحي عند المرأة، تساعد على استخدام الأنثى لطريقة أيام القياسية، من خلال مساعدتها على تتبع أيام دورة الحيض الخاصة بها. بدًءا من اليوم الأول من الدورة، تتحرك المسبحة إلى الحبة الحمراء ثم تنتقل إلى حبة جديدة كل يوم. يتيح لون الحبة يتيح معرفة ما إذا كان اليوم من المرجح جدًا أن تكون المرأة خصبة في ذلك اليوم أم لا. في الأيام ذات الخرزة الزرقاء، يكون لدى المرأة نسبة عالية جدًا من الحمل، بينما تنخفض نسبة الحمل في في أيام الحبة البيضاء. يستخدم الأزواج استخدام الواقي الذكري أو الوسائل الحاجز لمنع الحمل في أيام الحبة الزرقاء.
وجدت تجربة أن مسبحة الطمث تكون أكثر فعالية من 95٪ في منع الحمل مع الاستخدام الصحيح وحوالي 88٪ فعالة مع الاستخدام النموذجي بين النساء اللواتي أبلغن عن دورات الأخيرة ذات 26-32 يومًا. يتشابه هذا أو يتفوق على فعالية معظم الطرق الأخرى المعتمدة على المستخدم.
يمكن للنساء استخدام مسبحة الطمث لتخطيط الحمل كذلك، إذ يكون لدى المرأة نسبة عالية جدًا من الحمل في الأيام ذات الخرزة الزرقاء. ويستهدف الأزواج تلك الأيام من أجل الجماع لإنجاب الأطفال.

## العوائق الرئيسية
تعتبر تلك الطريقة غير فعالة بالنسبة للنساء اللائي تزيد الدورة الشهرية لديهن خارج نطاق 26-32 يومًا. بينما تنتظر النساء اللواتي يُرضعن أو يستخدمن مؤخرًا وسائل منع الحمل قبل استخدام مسبحة الطمث. تتطلب العديد من أساليب تنظيم الأسرة الطبيعية مشاركة الذكور، والتي تعتبر سلبية. تعتمد الفعالية الفعالية، مثل كل طرق تحديد النسل اعتمادًا كبيرًا على الاستخدام الصحيح المستمر.

## اعتبارات برامج تنظيم الأسرة
يمكن تضمين مسبحة الطمث في مجموعة واسعة من البرامج التي تقدمها مستويات مختلفة من مقدمي برامج تنظيم الأسرة الذين لا يمتلكون موارد ضخمة، بينما لديهم القدرة على توسيع انتشار وسائل منع الحمل عن طريق جلب مستخدمين جدد إلى تنظيم الأسرة. تنطوي هذه الطريقة على الرجال وتتيح للبرامج فرصة لوضع استراتيجيات للوصول إلى الرجال بمجموعة متنوعة من رسائل الصحة الإنجابية. تعتبر مسبحات الطمث وسيلة منخفضة التكلفة، إذ أنها تُشترى مرة واحدة دون القلق بشأن زيادة تكاليف وسائل منع الحمل.

## أدلة إضافية
وفقًا للدراسات البحثية، يمكن لمعظم النساء تعلم كيفية استخدام مسبحة الطمث في جلسة مشورة واحدة من حوالي 20-30 دقيقة. يختار كل النساء الذين يستخدمون مسبحة تلك الوسيلة لأنها «طبيعية» وليس لها آثار جانبية. وجدت مقابلات المتابعة مع المستخدمين وشركائهم مستويات عالية من الرضا عن الطريقة بين النساء وأقرانهن.

## روابط خارجية
- الموقع الرسمي